# مارتن كليزان
مارتن كليزان (ولد في 11 يوليو 1989، في براتيسلافا, سلوفاكيا). هو لاعب كرة مضرب محترف.
فاز بلقب فردي الأولاد في بطولة فرنسا المفتوحة لعام 2006 ، أصبح كليزان محترفا في عام 2007 وحصل على تصنيف فردي عالي المستوى في العالم رقم 24 ، تم تحقيقه في 27 أبريل 2015 ، ورقم 73 عالميا في الزوجي ، تم تحقيقه في 4 مايو 2015.

## حياته المهنية
في عام 2005 ، فاز ببطولة أوروبا للناشئين في فئة أقل من 16 عاما ، في كل من الفردي والزوجي. في الزوجي ، كان شريكه مواطنه أندريه مارتن. ثم ذهب كليزان للفوز ببطولة فرنسا المفتوحة لعام 2006.
عندما كان كليزان صغيرا سجل رقما قياسيا في الفوز والخسارة 54-21 في الفردي و 58-18 في الزوجي. وصل إلى التصنيف العالمي المشترك رقم 1 للأولاد في 1 يناير 2007.